# Campeonato Mundial de Triatlo de 1989
O Campeonato Mundial de Triatlo de 1989 foi a primeira edição do evento máximo do triatlo, aconteceu em Avignon, França no dia 6 de agosto organizado pela International Triathlon Union (ITU). 

## Resultados
| Evento    | Ouro                        | Prata                       | Bronze                            |
| --------- | --------------------------- | --------------------------- | --------------------------------- |
| Masculino | Mark Allen · Estados Unidos | Glenn Cook · Reino Unido    | Rick Wells · Nova Zelândia        |
| Feminino  | Erin Baker · Nova Zelândia  | Jan Ripple · Estados Unidos | Laurie Samuelson · Estados Unidos |

### Masculino
| Puesto            | Triatleta  | País           | Natação | Ciclismo | Corrida | Final   |
| ----------------- | ---------- | -------------- | ------- | -------- | ------- | ------- |
| Medalha de ouro   | Mark Allen | Estados Unidos | 28:22   | 57:17    | 33:07   | 1:58:46 |
| Medalha de prata  | Glenn Cook | Reino Unido    | 26:45   | 59:46    | 33:32   | 2:00:03 |
| Medalha de bronze | Rick Wells | Nova Zelândia  | 26:38   | 58:14    | 36:04   | 2:00:56 |

### Feminino
| Puesto            | Triatleta        | País           | Natação | Ciclismo | Corrida | Final   |
| ----------------- | ---------------- | -------------- | ------- | -------- | ------- | ------- |
| Medalha de ouro   | Erin Baker       | Nova Zelândia  | 29:31   | 1:03:06  | 37:24   | 2:10:01 |
| Medalha de prata  | Jan Ripple       | Estados Unidos | 28:45   | 1:03:43  | 38:05   | 2:10:33 |
| Medalha de bronze | Laurie Samuelson | Estados Unidos | 29:27   | 1:03:43  | 38:05   | 2:12:49 |